# Конкорд (Калифорния)
Вижте пояснителната страница за други значения на Конкорд.
Конкорд (на английски: Concord) е град в окръг Контра Коста, в района на залива на Сан Франциско, щата Калифорния, САЩ. Конкорд е с население от 129 783 души (по приблизителна оценка от 2017 г.) Конкорд е с обща площ от 78,10 кв. км (30,10 кв. мили).
В централната част на Конкорд се намира „Тъч ъф Юръп“ (Touch of Europe), българска механа, магазин и кафе.

## Известни личности
Родени в Конкорд
- Дейв Брубек (р. 1920), музикант
- Том Ханкс (р. 1956), актьор